# SBS 어워즈 페스티벌
《SBS 어워즈 페스티벌》(SBS Awards Festival)은 한 해 동안 SBS를 빛낸 스타들과 시청자들이 함께하는 방송축제로 SBS 인기 드라마, 예능, 시사·교양, 라디오프로그램의 콘텐츠를 시청자가 직접 체험할 수 있는 대규모 페스티벌이다.
글로벌 콘텐츠의 주역인 SBS가 매년 3월부터 기획하고 있으며 한국 방송 역사상 최초로 시상식과 축제를 결합한 프로젝트다.

## 2014 SBS 어워즈 페스티벌
- 일정 : 2014년 12월 20일 ~ 2014년 12월 31일
  - 12월 21일 SBS 가요대전
  - 12월 30일 SBS 연예대상
  - 12월 31일 SBS 연기대상

## 2015 SBS 어워즈 페스티벌
- 일정 : 2015년 12월 25일 ~ 2015년 12월 31일
  - 12월 27일 SBS 가요대전 (장소 : 삼성동 코엑스 D홀)
  - 12월 28일 슈퍼모델 선발대회 (장소 : SBS 등촌동 공개홀)
  - 12월 30일 SBS 연예대상 (장소 : 삼성동 코엑스 D홀)
  - 12월 31일 SBS 연기대상 (장소 : 삼성동 코엑스 D홀)

## 2016 SBS 어워즈 페스티벌
- 일정 : 2016년 12월 20일 ~ 2016년 12월 26일
  - 12월 25일 SBS 연예대상 (장소 : 상암동 SBS 프리즘타워)
  - 12월 26일 SBS 가요대전 (장소 : 삼성동 코엑스 D홀)
  - 12월 31일 SBS 연기대상 (장소 : 상암동 SBS 프리즘타워)

## 관련 방송 축제
- 서울 드라마 어워즈
- 코리아 드라마 어워즈